# Альбареда-и-Рамонеда, Хоакин Ансельмо Мария
Хоаки́н Ансе́льмо Мари́я Альбаре́да-и-Рамоне́да (исп. Joaquín Anselmo María Albareda y Ramoneda; 12 ноября 1892, Барселона, Испания — 19 июля 1966, там же) — испанский куриальный кардинал, бенедиктинец. Префект Ватиканской Апостольской Библиотеки с 19 июня 1936 по 19 марта 1962. Титулярный аббат Санта-Мария де Риполл с 5 мая 1950. Титулярный архиепископ Джиссарии с 5 по 19 апреля 1962. Кардинал-дьякон с 19 марта 1962, с титулярной диаконией Сант-Аполлинаре-алле-Терме-Нерониане-Алессандрине с 22 марта 1962.
Участвовал в работе Второго Ватиканского собора.